# عبد الرحمن المحمود
عبد الرحمن بن صالح بن صالح المحمود ( 1373هـ -) هو كاتب إسلامي سعودي من مواليد البكيرية، إحدى مناطق القصيم

## نشأته ودراسته
عبد الرحمن بن صالح بن صالح المحمود من أل سلمي من بني تميم، ولد في مدينة البكيرية من القصيم سنة 1373 هـ/1954م، ودرس فيها المرحلة الابتدائية. ثم درس في المعهد العلمي في البكيرية الذي أنشئ في العام الذي تخرج فيه من الابتدائية، وأكمل دراسته في كلية الشريعة في الرياض وتخرج منها سنة 1395هـ/1975م، ثم أنشئت جامعة الإمام التي كان نواتها كلية الشريعة واللغة العربية. وأكمل دراسته العليا في كلية أصول الدين في الرياض. قسم العقيدة حيث أنهى مرحلة الماجستير ثم الدكتوراه.
ولا يزال يدرس في القسم في الجامعة.
- أستاذ العقيدة بجامعة الإمام محمد بن سعود الإسلامية.

## مؤلفات
- مصدر تلقي العقيدة عند السلف.
- اسمه تعالى السميع.
- موقف ابن تيمية من الأشاعرة
- القضاء والقدر.
- عبر ودروس من زيارة بلاد الروس.
- الحكم بغير ما أنزل الله.
- أخطاء عقدية.
- عبادة القلب.
- تيسير لمعة الاعتقاد.
- قضايا منهجية ودعودية.

- شرح العقيدة الطحاوية
- شرح الأصبهانية
- شرح تفسير ابن كثير
- شرح العقيدة الواسطية
- شرح لامية شيخ الإسلام
- وقفات مع كتاب طريق الهجرتين لابن القيم
- شرح كتاب التوحيد
- وقفات مع تفسير ابن سعدي
- مقدمة في الفقه الإسلامي
- شرح فتاوى شيخ الإسلام ابن تيمية
- شرح كشف الشبهات
- شرح الفرقان بين الحق والبطلان
- شرح كتاب الإيمان
- شرح مسائل الجاهلية لمحمد بن عبد الوهاب

## وصلات خارجية
- الموقع الرسمي للشيخ عبد الرحمن المحمود
- صفحة الشيخ على موقع طريق الإسلام